# Cytherelloidea kianofeipunae
Cytherelloidea kianofeipunae is een mosselkreeftjessoort uit de familie van de Cytherellidae. De wetenschappelijke naam van de soort is voor het eerst geldig gepubliceerd in 1984 door Hu.